# Livio Muzi Falconi
Livio Muzi Falconi (* 1. September 1936 in Oslo) ist ein italienischer Diplomat im Ruhestand.
Er ist der Sohn von Marion Barton und Baron Filippo Muzi Falconi. Am 11. Januar 1960 heiratete er Marina Chantre, Tochter von Charles Chantre.

## Studium
Am 28. November 1959 schloss er ein Studium der Politikwissenschaft an der Universität Genua ab.

## Werdegang
Am 31. August 1960 trat er in den auswärtigen Dienst und wurde in der Abteilung 3 Migration beschäftigt.
Ab 3. Juli 1961 wurde er in der Abteilung 1 Politik beschäftigt.
Vom 2. März 1962 bis zum 2. Oktober 1963 war er beurlaubt, um die Wehrpflicht zu erfüllen.
Am 18. Juli 1962 wurde er zum Gesandtschaftssekretär dritter Klasse ernannt.
Am 20. Juli 1962 wurde er zum Unterleutnant der italienischen Luftwaffe ernannt.
Am 19. Juli 1963 wurde er zum Gesandtschaftssekretär zweiter Klasse ernannt.
Am 18. Oktober 1963 wurde er zum Vizekonsul in Buenos Aires ernannt.
Am 1. November 1967 wurde er zum Gesandtschaftssekretär erster Klasse in Madrid ernannt.
Ab 19. Februar 1970 wurde er wieder in der Abteilung Migration beschäftigt, wo er am 1. Dezember 1970 zum Gesandtschaftsrat ernannt, ab 15. Juni 1971 als Assistent wirkte und am 14. Juli 1971 Bürovorsteher wurde.
Von 6. Oktober 1972 bis 1. Januar 1976 war er Gesandtschaftsrat in London.
Von 25. Januar 1977 bis 16. Mai 1979 hatte er Exequatur als Generalkonsul in Addis Abeba.
Von 16. Mai 1979 bis 1. Juli 1979 war er vortragender Gesandtschaftsrat in Rom.
Von 1. Juli 1979 bis 28. Oktober 1981 war er vortragender Gesandtschaftsrat in der Abteilung 5.
Von 28. Oktober 1981 bis 6. Februar 1983 koordinierte er zum außerordentlichen Gesandten und Ministre plénipotentiaire zweiter Klasse.
Vom 6. Februar 1983 bis 29. Januar 1988 war er Botschafter in Lagos, und gleichzeitig in Porto-Novo (Benin) akkreditiert.
1986 wurde er als Großoffizier in den Verdienstorden der Italienischen Republik aufgenommen.
Von 29. Januar 1988 bis 16. Januar 1992 war er Gesandter in London.
Von 3. August 1992 bis 24. Oktober 1992 war er vortragender Gesandter in der Abteilung 5.
Am 24. Oktober 1992 wurde er stellvertretender Chef des Protokolls.
Neben seiner Rolle beim UNO-Hauptquartier in New York City wurde er am 15. Juni 1995 zum Chef des Protokolls ernannt.
Am 15. Dezember 1997 kehrte er nach Rom zurück.
Am 1. Juli 1998 wurde er Vorsitzender der italienischen Delegation während des italienischen Vorsitzes bei der Westeuropäischen Union, mit direktem Vortragsrecht gegenüber dem Chef des Protokolls in seiner Positionen als Leiters der italienischen Delegation für die Organisation der Präsidentschaft im Nordatlantikrat.
Am 1. Februar 1999 war er Leiter der Delegation für die Organisation der Central European Initiative.
2000 war er Leiter der Task Force zum Jubeljahr 2000 
Am 24. März 2000 wurde er mit der 85 präsidentialem Dekret von 2000 zum Ministre plénipotentiaire ernannt.
Am 20. Januar 2003 wurde er Stellvertretender Leiter des Historischen Dienstes, Archiv und Dokumentation ernannt.
Am 1. Oktober 2003 wurde er in den Ruhestand versetzt.
| Vorgänger         | Amt                                                    | Nachfolger        |
| ----------------- | ------------------------------------------------------ | ----------------- |
| Giovanni Jannuzzi | Italienischer Botschafter in Lagos (Nigeria) 1983–1988 | Stefano Rastrelli |